# 사라 라미레스
사라 라미레스(Sara Ramirez, 1975년 8월 31일 ~ )는 멕시코 출신 미국의 배우이다.

## 작품 목록
- 유브 갓 메일 - Rose (단역)
- 리틀 프린세스 소피아: 엘레나와 비밀의 아발로 왕국
- 그레이 아나토미 - 캘리 토러스
- 마담 세크리터리